# Інвалідність (католики)
Інвалідність (недієздатність) католиків — юридичні обмеження та обмеження, накладені на римо-католиків Англії з моменту видання Акт про супрематію в 1534 році. Ці обмеження вперше були санкціоновані Кримінальним законодавством, прийнятим за часів правління Генріха VIII та Єлизавети I. За ними були прийніяті Кодекс Кларендона (1661–65) і Закон про випробування (1673).
Незважаючи на проголошення Акту про віротерпимість (1689), який усунув багато громадянських обмежень, католики все ще мали обмеження щодо майнових прав, прав спадкоємства та освіти. Католики також не мали права збиратися і молитися. Вимагалася присяга відмови від законності якобітського спадкоємства також вважалася інвалідністю і залишалася у вжитку до 1829 року.